# Phalacrocarpum oppositifolium
Phalacrocarpum oppositifolium là một loài thực vật có hoa trong họ Cúc. Loài này được (Brot.) Willk. miêu tả khoa học đầu tiên năm 1864.